# 南部作戦地域司令部 (ウクライナ国家親衛隊)
南部作戦地域司令部（なんぶさくせんちいきしれいぶ、ウクライナ語: Південне оперативно-територіальне об'єднання）は、ウクライナ国家親衛隊の司令部。国家親衛隊司令部隷下。

## 概要

### ソ連国内軍
1944年8月8日、内務人民委員部軍第255連隊として創設され、戦後はソ連国内軍に編入し、第478護送連隊に改称された。
1986年4月、部隊増強に伴い、第17独立護送旅団に改編された。
1989年3月、第21独立特殊自動車化警察大隊が第42特殊自動車化警察連隊に改編された。
1990年1月、第130独立特殊自動車化警察大隊、第131独立特殊自動車化警察大隊が新編された。

### ウクライナ国家親衛隊/ウクライナ国内軍

オデッサ市旗

1992年1月、ソビエト連邦の崩壊とウクライナの独立で創設されたウクライナ国内軍に編入し、第3独立護送旅団に改称された。
2000年1月、部隊増強に伴い、南部作戦地域司令部に改編された。
2014年3月、ウクライナ国内軍の廃止で創設されたウクライナ国家親衛隊に編入した。
2019年8月23日、ウォロディミル・ゼレンスキー大統領より、名誉称号「オデッサ」を授与された。

## 編制

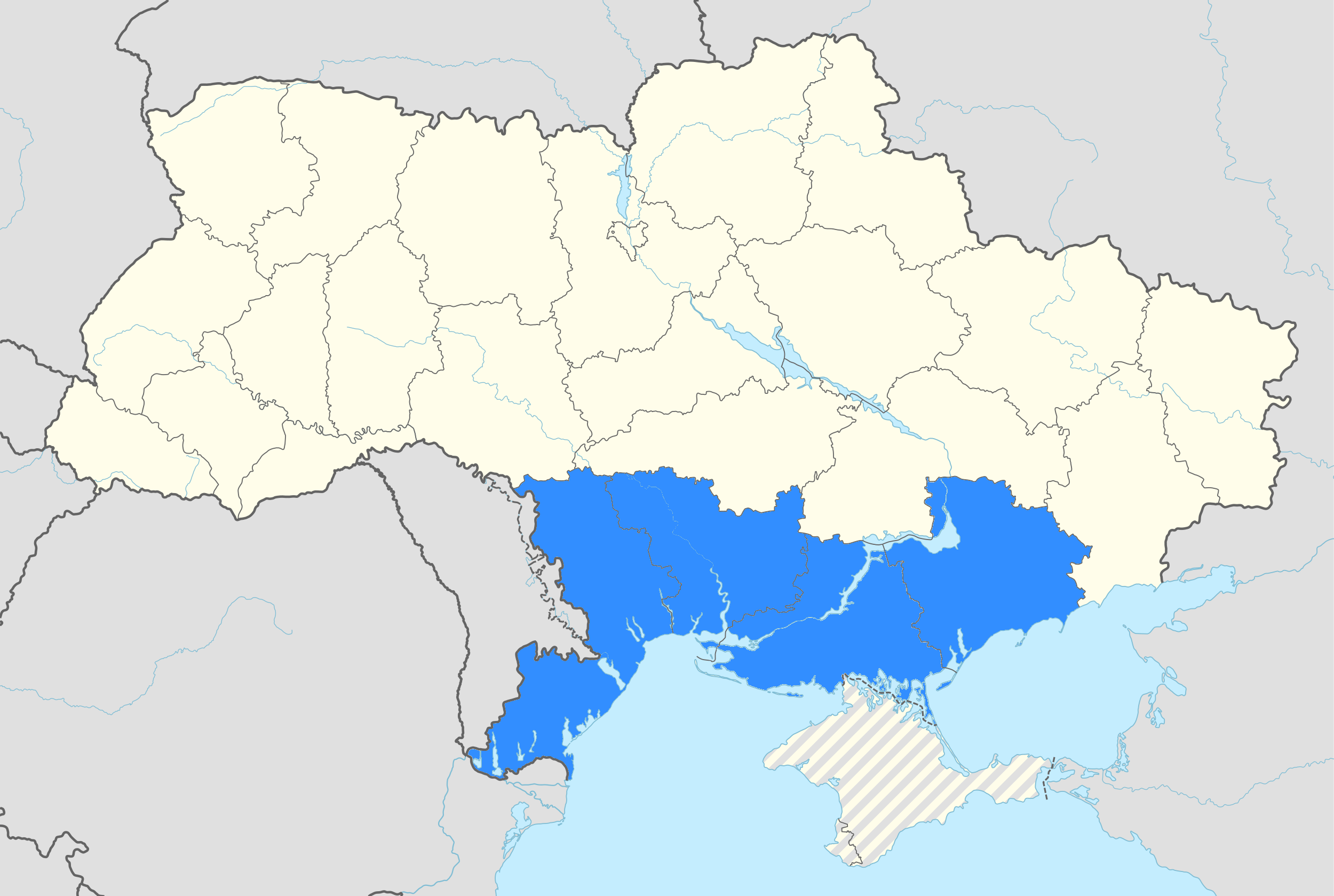
南部作戦地域司令部の担任地域

- 司令部（オデッサ）
- 第11旅団（オデッサ）
  -  第18独立大隊（ウクライナ語版）（イズマイール）
- 第23独立治安防護旅団（ザポリージャ）
- 第15特務旅団（ザポリージャ）
- 第19治安防護連隊（ムィコラーイウ）
- 第34独立連隊（ウクライナ語版）（ヘルソン）
- 第19独立大隊（ウクライナ語版）（ザポリージャ）
- 第34独立大隊（ウクライナ語版）（オデッサ）
- オデッサ特殊部隊分遣隊
- 無人機群
- 予備役衛生中隊
- 訓練所

## 第17独立護送旅団編制
- 旅団司令部（オデッサ）
- 第42特殊自動車化警察連隊（シンフェロポリ）
- 第61独立護送大隊（ムィコラーイウ）
- 第78独立護送大隊（ヘルソン）
- 第130独立特殊自動車化警察大隊（ムィコラーイウ）
- 第131独立特殊自動車化警察大隊（ヘルソン）